# كورت روكو
كورت روكو (بالإنجليزية: Kurt Rocco)‏ هو لاعب كرة قدم أمريكية أمريكي، ولد في 8 أكتوبر 1987 في سينسيناتي في الولايات المتحدة.